# Кеттл-Фоллс (Вашингтон)
Кеттл-Фоллс (англ. Kettle Falls) — місто (англ. city) в США, в окрузі Стівенс штату Вашингтон. Населення — 1636 осіб (2020).

## Географія
Кеттл-Фоллс розташований за координатами 48°36′21″ пн. ш. 118°3′42″ зх. д. / 48.60583° пн. ш. 118.06167° зх. д. (48.605850, -118.061674).  За даними Бюро перепису населення США в 2010 році місто мало площу 2,77 км², з яких 2,77 км² — суходіл та 0,00 км² — водойми.

## Демографія
Згідно з переписом 2010 року, у місті мешкало 1595 осіб у 676 домогосподарствах у складі 419 родин. Густота населення становила 576 осіб/км².  Було 726 помешкань (262/км²).
Расовий склад населення:
| - 90,9 % — білих - 2,0 % — корінних американців - 0,4 % — азіатів - 0,1 % — вихідців з тихоокеанських островів - 0,1 % — чорних або афроамериканців |

До двох чи більше рас належало 5,9 %. Частка іспаномовних становила 1,7 % від усіх жителів.
За віковим діапазоном населення розподілялося таким чином: 26,6 % — особи молодші 18 років, 57,1 % — особи у віці 18—64 років, 16,3 % — особи у віці 65 років та старші. Медіана віку мешканця становила 38,6 року. На 100 осіб жіночої статі у місті припадало 91,0 чоловіків;  на 100 жінок у віці від 18 років та старших — 92,6 чоловіків також старших 18 років.
Середній дохід на одне домашнє господарство  становив 47 160 доларів США (медіана — 38 750), а середній дохід на одну сім'ю — 55 384 долари (медіана — 49 955). Медіана доходів становила 41 653 долари для чоловіків та 40 446 доларів для жінок. За межею бідності перебувало 14,4 % осіб, у тому числі 22,1 % дітей у віці до 18 років та 8,6 % осіб у віці 65 років та старших.
Цивільне працевлаштоване населення становило 540 осіб. Основні галузі зайнятості: освіта, охорона здоров'я та соціальна допомога — 27,2 %, виробництво — 24,6 %, роздрібна торгівля — 11,1 %, сільське господарство, лісництво, риболовля — 8,1 %.